# Негомбо (лагуна)
Негомбо  — лагуна на юго-западе Шри-Ланки в округе Гампаха (Западная провинция). Площадь — 35,02 км². Максимальная глубина — 1 метр.
Лагуну питают небольшие реки и каналы. На севере, Негомбо связана с морем, недалеко от города Негомбо. Лагуна окружена густонаселённой областью, которая содержит заливные поля, кокосовые плантации и пастбища. Негомбо имеет обширные мангровые болота и большое разнообразие водоплавающих птиц, включая баклановые, цаплевые, чайковые, крачковые и другие прибрежные птицы.